# Billy Eichner
Billy Eichner (Nueva York, 18 de septiembre de 1978) es un comediante, actor, productor y guionista estadounidense. Es el protagonista, productor ejecutivo y creador del programa Billy on the Street de Funny or Die, un show de comedia que se transmite por truTV. El programa le valió a Eichner una nominación para el premio Emmy como presentador destacado de un programa de juegos en 2013. También es conocido por interpretar a Craig Middlebrooks en la comedia de situación Parks and Recreation, al Sr. Ambrose the Librarian en la serie animada Bob's Burgers y a  Timón en la adaptación de 2019 de El rey león.

## Primeros años
Es nativo de Queens y creció en Forest Hills, hijo de Debbie, que trabajaba para una compañía telefónica, y Jay Eichner, un auditor de impuestos de alquiler. Nació en el seno de una familia judía y tuvo un bar mitzvah con temática de Madonna. Tiene un medio hermano mayor. Se graduó de Stuyvesant High School en 1996, y de la Universidad del Noroeste en 2000 con una licenciatura en teatro. El actor Robin Lord Taylor fue su compañero de cuarto en la universidad.

## Carrera
Eichner llamó la atención como presentador y escritor de Creation Nation: A Live Talk Show, un espectáculo teatral aclamado por la crítica en Nueva York. Consiguió una serie web de Bravo llamada My Life on the Z-List: Jen's Vlog y fue coanfitrión del episodio piloto de la serie Joan Rivers' Straight Talk, donde Rivers discutió temas con cuatro hombres homosexuales. Apareció en Conan como corresponsal especial en videos cortos originales.
En 2011, Eichner protagonizó el programa Billy on the Street. El programa se emitió inicialmente en Fuse, antes de pasar a truTV. Fue creado dentro de Funny or Die y ahora está disponible en HBO Max y la aplicación TruTV. Tuvo una serie final de episodios de formato corto en plataformas digitales en asociación con Lyft. En él, Eichner recorre las calles de Nueva York, haciendo preguntas aleatorias a las personas o haciéndolas competir en juegos de trivia. A menudo tiene celebridades que compiten en juegos o recorren las calles con él.
El 5 de agosto de 2013, Eichner fue estrella invitada en la sexta temporada de Parks and Recreation, donde interpreta a Craig Middlebrooks, quien se une al Departamento de Parques y Recreación de Pawnee cuando Pawnee absorbe a Eagleton.
Durante la 66.ª entrega de los Premios Primetime Emmy en 2014, Eichner apareció junto al presentador Seth Meyers en las calles de Nueva York, entrevistando a personas al azar.
Eichner protagonizó la serie original de Hulu, Difficult People, junto a Julie Klausner. Aunque originalmente se creó para USA Network, la serie comenzó a transmitirse en Hulu en agosto de 2015.
En 2016, Eichner apareció en Neighbours 2: Sorority Rising, estrenada el 20 de mayo. En 2017, se unió al elenco de American Horror Story para papeles recurrentes en su séptima y octava temporada.
En 2019, Eichner proporcionó la voz de Timón en la nueva versión de Disney de El rey león, del director Jon Favreau. Eichner dijo que Timón "[es] un gran papel que te permite hacer mucho. Pero... cuanto más grande es el proyecto y más grandes son los nombres con los que estás trabajando, más tienes que ignorarlo. Si llegas al estudio de sonido y estás pensando, '¡Dios mío, qué momento de círculo completo! ¡Nathan Lane lo hizo originalmente! ¡Beyoncé está en esto! entonces estás paralizado creativamente. Solo tienes que quitarte eso de la cabeza para hacer el trabajo".
En julio de 2020, Eichner anunció que él y Tom McNulty estaban desarrollando una biografía cinematográfica del exalumno de la Universidad del Noroeste, Paul Lynde, llamada Man in the Box, con Eichner interpretando a Lynde.
En marzo de 2021, Eichner anunció que estaba escribiendo y protagonizando la película Bros, que cuenta la historia de dos hombres homosexuales con problemas de compromiso que deciden establecerse juntos. En agosto, Amazon Studios anunció que había comprado los derechos para desarrollar la película Ex-Husbands, protagonizada por Eichner y coescrita por él y Paul Rudnick. Bros fue muy bien recibido por la crítica, pero fue una decepción de taquilla, que Eichner atribuyó a que "la gente heterosexual, especialmente en ciertas partes del país" no iba a ver la película.

## Vida personal
Eichner es judío y homosexual. Vive en Los Ángeles.

### Opiniones políticas
Eichner es demócrata. El 1 de febrero de 2018, Eichner anunció una nueva iniciativa llamada Glam Up the Midterms, durante el episodio de esa noche de Jimmy Kimmel Live!, junto con Funny or Die y con el apoyo de varios presentadores nocturnos como Sarah Silverman, James Corden, Seth Meyers, Jimmy Kimmel, Conan O'Brien, John Oliver, Chelsea Handler, Robin Thede y Andy Cohen. El propósito de Glam Up the Midterm era lograr que la gente votara en las elecciones intermedias del 6 de noviembre, especialmente los millennials, de los cuales solo el 12 % votó en las elecciones intermedias anteriores. Eichner se unió a la organización política progresista Swing Left como asesor principal a partir de 2019 y respaldó a Elizabeth Warren en las primarias presidenciales del Partido Demócrata de 2020.

## Filmografía

### Película
| Año  | Título                             | Role                          | notas            |
| ---- | ---------------------------------- | ----------------------------- | ---------------- |
| 2008 | What Happens in Vegas              | líder de la banda             |                  |
| 2010 | The Charlie Sheen Is Too Damn High | Timmy McMillan                | Cortometraje     |
| 2013 | Glitter and Ribs                   | Taylor Swift                  | Cortometraje     |
| 2014 | Los pingüinos de Madagascar        | Reportero de Nueva York (voz) |                  |
| 2015 | Sleeping With Other People         | Vocero de SLAA                |                  |
| 2016 | Angry Birds: la película           | Chef Pig / Phillip (voces)    |                  |
| 2016 | Neighbors 2: Sorority Rising       | Oliver Studebaker             |                  |
| 2018 | Most Likely to Murder              | Spiegel                       |                  |
| 2019 | El rey león                        | Timón (voz)                   |                  |
| 2019 | Noelle                             | gabriel kringle               |                  |
| 2022 | Bros                               | bobby lieber                  | también escritor |
| 2024 | Mufasa: El Rey León                | Timón (voz)                   |                  |

### Televisión
| Año       | Título                                   | Role                          | notas                                               |
| --------- | ---------------------------------------- | ----------------------------- | --------------------------------------------------- |
| 2006      | Joan Rivers' Straight Talk               | Él mismo (coanfitrión)        | Piloto de Bravo no emitido                          |
| 2011-2017 | Billy on the Street                      | Él mismo (anfitrión)          | También creador y productor ejecutivo.              |
| 2013-2015 | Parks and Recreation                     | Craig Middlebrooks            | 17 episodios                                        |
| 2013-2021 | Bob's Burgers                            | Sr. Ambrose (voz)             | 13 episodios                                        |
| 2014      | The Millers                              | Leon                          | Episodio: "Movin 'Out (Canción de Carol)"           |
| 2014      | New Girl                                 | Barry                         | Episodio: "LAXmas"                                  |
| 2015-2017 | Difficult People                         | Billy Epstein                 | 28 episodios                                        |
| 2015      | The Awesomes                             | The Gayfather (voz)           | Episodio: "The Gayfather"                           |
| 2016      | Last Week Tonight with John Oliver       | Él mismo                      | Episodio: "Retirement Plans and Financial Advisors" |
| 2016      | Unbreakable Kimmy Schmidt                | Él mismo                      | Episodio: "Kimmy Meets a Drunk Lady!"               |
| 2016      | Hairspray Live!                          | Rob Barker                    | Especial de televisión                              |
| 2017-2019 | Friends from College                     | Dr. Félix Forzenheim          | 13 episodios                                        |
| 2017      | Carpool Karaoke: The Series              | Él mismo                      | Episodio: "Billy Eichner y Metallica "              |
| 2017      | American Horror Story: Cult              | Harrison Wilton               | 6 episodios                                         |
| 2017      | American Horror Story: Cult              | Tex Watson                    | Episodio: "Charles (Manson) in Charge"              |
| 2018      | RuPaul's Drag Race                       | Él mismo                      | Episodio: "Cher: The Unauthorized Rusical"          |
| 2018      | American Horror Story: Apocalipsis       | Brock                         | 3 episodios                                         |
| 2018      | American Horror Story: Apocalipsis       | Mutt Nutter                   | 3 episodios                                         |
| 2018      | Los Simpson                              | Billy (voz)                   | Episodio: "Krusty the Clown"                        |
| 2018      | Padre de familia                         | Él mismo (voz)                | Episodio: "Pawtucket Pete"                          |
| 2019      | Green Eggs and Ham                       | Capitán Walter Bigman (voz)   | Episodio: "Boat"                                    |
| 2020      | Jimmy Kimmel Live!                       | Él mismo - anfitrión invitado | 2 episodios                                         |
| 2020      | Mariah Carey's Magical Christmas Special | Elfo Billy                    | Especial de Navidad                                 |
| 2021      | Impeachment: American Crime Story        | Matt Drudge                   | 3 episodios                                         |
| 2021      | Dickinson                                | Walt Whitman                  | Episodio: "This is my letter to the World"          |

### Series web
| Año             | Título                            | Role  | notas                                                          |
| --------------- | --------------------------------- | ----- | -------------------------------------------------------------- |
| 2007            | My Life on the Z-List: Jen's Vlog | Jen   | BravoTV.com, asociado con Kathy Griffin: My Life on the D-List |
| 2018-2019, 2022 | Billy on the Street               | Billy | Continuación web de la serie                                   |

## Premios y nominaciones
| Año  | Premiación                      | Categoría                                                                | Trabajo             | Resultado | Ref.   |
| ---- | ------------------------------- | ------------------------------------------------------------------------ | ------------------- | --------- | ------ |
| 2013 | Premios Daytime Emmy            | Mejor presentador en programas de juegos                                 | Billy on the Street | Nominado  | [ 34 ] |
| 2015 | Premios Emmy en horario estelar | Mejor programa de entretenimiento de imagen real en formato corto        | Billy on the Street | Nominado  | [ 35 ] |
| 2016 | Premios Webby                   | Películas y videos en línea: comedia, cortometraje individual o episodio | Billy on the Street | Ganador   |        |
| 2016 | Premios Dorian                  | Ingenio wilde del año                                                    | Billy on the Street | Nominado  | [ 36 ] |
| 2017 | Premios Primetime Emmy          | Mejor serie de bocetos de variedades                                     | Billy on the Street | Nominado  | [ 37 ] |

## Otras lecturas
- D'Addario, Daniel (6 de junio de 2012). «(Crazy) Man on the Street: Comedian Billy Eichner Will Accost You in Chelsea». The New York Observer. Consultado el 21 de agosto de 2014.
- Bierly, Mandi (19 de diciembre de 2011). «Billy Eichner's Top 6 Reasons To Watch 'Funny or Die's Billy On the Street'». Entertainment Weekly (Time Inc.). Consultado el 21 de agosto de 2014.
- Kandell, Steve (14 de junio de 2012). «Billy Eichner's Street Hassle». Spin. Consultado el 21 de agosto de 2014.